# Агуэро, Хосе Мария
Хосе́ Мари́я Агуэ́ро Ара́йя (исп. José María Agüero Araya; 25 июня 1947, Алахуэла — 6 сентября 2023) — коста-риканский футболист, известен по выступлениям за клуб «Алахуэленсе».

## Биография

### Игровая карьера
На ранних этапах карьеры Агуэро играл на любительском уровне. В 1969 году перешёл в «Алахуэленсе», в котором отыграл 9 сезонов и выиграл два чемпионских титула в 1970 и 1971 годах. Всего за этот клуб он сыграл 189 матчей в чемпионате страны.
За сборную Коста-Рики сыграл 13 матчей, участвовал в футбольном турнире на Панамериканских играх 1975 года.

### Смерть
Скончался 6 сентября 2023 года в возрасте 76 лет.

## Достижения
«Алахуэленсе»
- Чемпион Коста-Рики (2): 1970, 1971